# Prix Goncourt de la nouvelle
Pour les articles homonymes, voir Goncourt.
Le prix Goncourt de la nouvelle est un prix littéraire décerné chaque année, depuis 1974, en marge du prix Goncourt par l'Académie Goncourt. Il était anciennement attribué sous la forme des bourses Goncourt.
Ce prix est attribué en partenariat avec la ville de Strasbourg à l’occasion des « Bibliothèques idéales » depuis 2001.

## Liste des lauréats

### Années 1970
- 1974 : Fouette, cocher ! de Daniel Boulanger
- 1975 : La Demoiselle sauvage de S. Corinna Bille
- 1976 : Quat'saisons d'Antoine Blondin
- 1977 : Départements et territoires d'outre-mort d'Henri Gougaud
- 1978 : Chambres, avec vue sur le passé de Christiane Baroche
- 1979 : Le Corps et le Temps d'Andrée Chedid

### Années 1980
- 1980 : Les Héroïques de Guy Lagorce
- 1981 : Quelquefois dans les cérémonies d'Annie Saumont
- 1982 : Alléluia pour une femme-jardin de René Depestre
- 1983 : Un fantasme de Bella B. de Raymond Jean
- 1984 : Les Jours de vin et de roses d'Alain Gerber
- 1985 : Métamorphoses de la reine de Pierrette Fleutiaux
- 1986 : Baby-boom de Jean Vautrin
- 1987 : Histoires de bouches de Noëlle Châtelet
- 1988 : Dernières nouvelles du Père Noël de Jean-Louis Hue
- 1989 : Les Athlètes dans leur tête de Paul Fournel

### Années 1990
- 1990 : Nouvelles désenchantées de Jacques Bens
- 1991 : Le Goût de la catastrophe de Rafaël Pividal
- 1992 : Trois gardiennes de Catherine Lépront
- 1993 : Un après-midi plutôt gai de Mariette Condroyer
- 1994 : Les Lettres du baron de Jean-Christophe Duchon-Doris
- 1995 : Le Frôleur de Cyrille Cahen
- 1996 : En mémoire du lit de Ludovic Janvier
- 1997 : Le Sphinx de Darwin de François Sureau
- 1998 : Tu n'es plus là de Bernard Pingaud
- 1999 : Les Anges d'en bas d'Elvire de Brissac

### Années 2000
- 2000 : Les Désarmés de Catherine Paysan
- 2001 : Elle a maigri pour le festival de Stéphane Denis
- 2002 : Mythologie française de Sébastien Lapaque
- 2003 : Les Petites Mécaniques de Philippe Claudel
- 2004 : Passer l'hiver d'Olivier Adam
- 2005 : Singe savant tabassé par deux clowns de Georges-Olivier Chateaureynaud
- 2006 : Le Bar des habitudes de Franz Bartelt
- 2007 : L'amour est très surestimé de Brigitte Giraud
- 2008 : Ultimes vérités sur la mort du nageur de Jean-Yves Masson
- 2009 : Une vie à coucher dehors de Sylvain Tesson

### Années 2010
- 2010 : Concerto à la mémoire d'un ange d'Éric-Emmanuel Schmitt[1]
- 2011 : Tout passe de Bernard Comment
- 2012 : L'Espoir en contrebande de Didier Daeninckx
- 2013 : L'Étrange Affaire du pantalon de Dassoukine de Fouad Laroui
- 2014 : Vie de monsieur Leguat de Nicolas Cavaillès
- 2015 : Première personne du singulier de Patrice Franceschi
- 2016 : Histoires de Marie-Hélène Lafon
- 2017 : Retourner à la mer  de Raphaël Haroche[2]
- 2018 : Microfictions 2018 de Régis Jauffret[3]
- 2019 : Nous sommes à la lisière de Caroline Lamarche[4]

### Années 2020
- 2020 : Au cœur d'un été tout en or d'Anne Serre[5]
- 2021 : Et la guerre est finie... de Shmuel Meyer[6]
- 2022 : Le musée des contradictions d'Antoine Wauters[7]
- 2023 : Partout les autres de David Thomas[8]
- 2024 : À nos vies imparfaites de Véronique Ovaldé[9]
- 2025 : L'étrangeté de Mathilde T. de Gaël Octavia[10]